# Hongshan Shuiku (reservoar i Kina, Sichuan)
Hongshan Shuiku (kinesiska: 洪山水库) är en reservoar i Kina. Den ligger i provinsen Sichuan, i den sydvästra delen av landet, omkring 210 kilometer nordost om provinshuvudstaden Chengdu. Hongshan Shuiku ligger 411 meter över havet. Trakten runt Hongshan Shuiku består till största delen av jordbruksmark.
Genomsnittlig årsnederbörd är 1 418 millimeter. Den regnigaste månaden är juli, med i genomsnitt 272 mm nederbörd, och den torraste är december, med 6 mm nederbörd.